# Don Drácula
Don Drácula (ドン・ドラキュラ, Don Dorakyura) é um mangá que surgiu nas páginas da Weekly Shōnen Champion substituindo Black Jack. Don Drácula foi planejado para ser um anime de 26 episódios, mas apenas oito foram completados, e somente quatro deles foram levados ao ar no Japão porque a agência de publicidade encarregada do anime entrou em falência.

## História
Don Drácula e sua filha Sangria (nome alterado na dublagem brasileira)/Chocola (nome na dublagem original), junto de seu servo Igor, mudam-se para o Japão fugindo dos caçadores de vampiros. Mas um dos caçadores, o holandês Professor Gabriel Von Helsing, descobre seu novo esconderijo e pretende destruí-lo a qualquer custo.
O desenho captura bem o estilo comédia típico do final dos anos 70, com o Don Drácula aprontando altas presepadas pelo Japão. A primeira mulher de quem ele chupa o sangue é uma mulher chamada Blonda, que depois o persegue pelos episódios seguintes. São clássicas suas cenas caindo nas baladinhas japonesas e babando pelas mulheres jovens e bonitas. O Professor Von Helsing, que sempre que está por perto na tentativa de capturar o vampiro, tem crises terríveis de hérnia, geralmente quando fica nervoso por pressentir que Don Drácula está próximo.

## Personagens
- Drácula - o conde Drácula, que se muda para o Japão para fugir de Van Helsing. Adora mulheres bonitas e seu cabelo parece funcionar como um radar para localizá-las. Como todo vampiro, odeia alho e cruzes (embora amaldiçoe o diabo) e não pode chegar perto de água, embora possa se ver em espelhos. Se exposto ao sol, vira cinzas, mas pode reviver através de uma fórmula especial que leva cola, sangue e pó. É muito atrapalhado e vive fazendo bobagens.
- Professor Gabriel Van Helsing - o caçador de vampiros. Veio da Holanda e se instala como professor de artes na escola de Sangria. Toda vez que está perto de matar Drácula, tem um desarranjo intestinal que o obriga a correr ao banheiro mais próximo.
- Sangria/Chocola - a filha do Drácula. É muito responsável e quase sempre é ela quem salva o pai das encrencas. Gosta de viver, estudar e de se divertir como uma garota normal. Como filha de vampira, odeia cruzes e alho, mas a água não a afeta e por ter sangue da mãe que é outro tipo de vampiro, na qual investem de poder se transformar em morcego, se transformar em lobo, tem as orelhas pontudas, semelhantes às de seu pai, embora não tenha o tom de pele cadavérico como ele. Também pode se ver em espelhos. Fica com o cabelo em pé quando está nervosa, assustada ou surpresa.
- Igor - empregado de Drácula. É muito dedicado a seu patrão e cuida dele e de Sangria, a quem considera como uma filha. Nem sempre concorda com as ordens de seu mestre. Usa o tapa-olho só como enfeite, pois tem os dois olhos funcionais.
- Blonda - a mulher que quer que Drácula sugue seu sangue, mas de mulher feia Drácula foge mais que da cruz. Com o passado de uma jovem magra de elite que acaba se casando com um jovem que fez um pacto com o diabo onde ele seria esperto mas após 3 anos ele teria que pagar com sua alma. Com o tempo ele a tratou tão mal que ela fugiu pro Japão a onde ficou gorda de tanto comer massa chinesa no bar na qual trabalhava.
- Nobuiko - primeiro amigo de Sangria na escola. É o líder o clube de ficção científica da escola, da qual Sangria, que gosta muito dele, faz parte.
- Yasu (Komori Yasube) - o morcego narrador da história. Gosta muito de Drácula e Sangria e quando pode os ajuda. Ele é um personagem exclusivo do anime.
- Murai - inspetor chefe da polícia metropolitana do Japão. Tem o péssimo hábito de ficar dando tiros a esmo quando está estressado ou irritado com alguma coisa.
- Carmella - personagem exclusiva do mangá, é a mãe da Sangria. É uma mulher que sofre de licantropia (a maldição do lobisomem) e foi casada com Drácula, mas se divorciaram por Drácula se opor a ela não escolher que tipo de sangue tomar, ficar com ciúmes ao descobrir que ele estava tomando sangue de virgem, e acima de tudo acabar ensinando Sangria a matar humanos. Porém no anime, aparenta que ela morreu doente. Só mostrando que está viva em um capitulo do mangá.

## Dublagem brasileira
A dublagem brasileira foi feita no Rio de Janeiro pela Rede Telecine. 
| Personagem  | Dublador brasileiro      |
| ----------- | ------------------------ |
| Don Drácula | Paulo Pinheiro           |
| Van Helsing | Ayrton Cardoso           |
| Sangria     | Miriam Ficher            |
| Igor        | Walmir Gonçalves Barbosa |
| Blonda      | Neyda Rodrigues          |
| Nobuiko     | Orlando Viggiani         |
| Yasu        | Henrique Ogalla          |
| Murai       | Antônio Patiño           |
| Carmella    | Isaura Gomes             |

## No Brasil
O desenho foi exibido no Brasil em 1984 no Clube da Criança da Rede Manchete e em 1994 no Tudo por Brinquedo da CNT. 

## Ligações Externas
- Don Drácula (mangá) na enciclopédia do Anime News Network (em inglês)
- Don Drácula (anime) na enciclopédia do Anime News Network (em inglês)